# Lontong

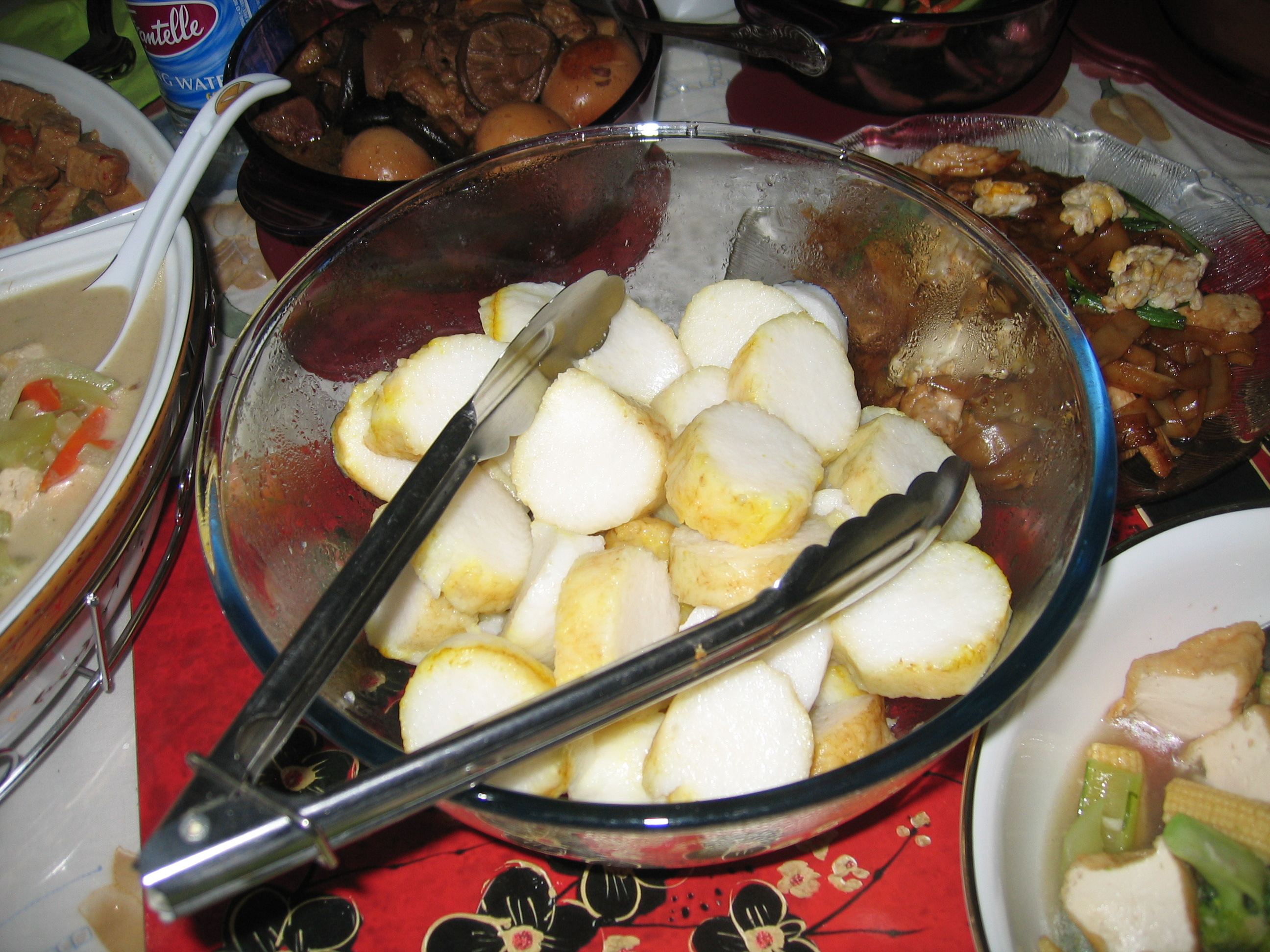
Forma tradicional de servir lontong.

El lontong es un plato asiático hecho de arroz comprimido que se cortan en pastelitos. Es popular en Indonesia y Malasia, sirviéndose habitualmente frío o a temperatura ambiente con platos con salsa el gado-gado y con ensaladas, aunque puede tomarse como acompañamiento de otras platos, como satay y curris.
El lontong se hace tradicionalmente hirviendo el arroz hasta que está parcialmente cocido y prensándolo en una hoja de plátano enrollada. La hoja se asegura y cuece en agua hirviendo durante unos 90 minutos. Cuando el arroz compactado se ha enfriado, puede cortarse en trozos de tamaño adecuado para comerlos.
Alternativamente, el lontong puede hacerse poniendo arroz crudo en una bolsa de muselina y dejando que el agua se filtre y provoque que el arroz forme una masa sólida.